# Csia Sándor (orvos)
Csia Sándor (Nyíregyháza, 1885 – Zürich, 1962)  orvos.

## Élete
Dr. Csia Sándor (1885, Nyíregyháza) a MÁV igazgató-főorvosaként dolgozott. Az alkoholellenes küzdelem és az ifjúság tiszta nemi élete érdekében széles körű propagandát fejtett ki. Egy könyvet is írt: A nemi kérdés orvosi és bibliai szempontból. A Református Külmissziói Szövetség folyóiratának, a Hajnalnak is szerkesztője volt egy ideig.  1958-ban Svájcba kivándorolt, és 1962 decemberében Zürichben halt meg. Életében köztiszteletben álló orvos volt, és a Református Egyház keretében működő Bethánia Egyesület titkára volt több éven keresztül.